# Genius, KYE Systems Corp.
A Genius KYE é uma empresa de tecnologia de Taipé, Taiwan, fundada em 1983. Possui cerca de 3000 empregados e quatro fábricas na China continental. Seus principais produtos são mouses, máquinas fotográficas digitais, teclados, tabletes gráficos, joysticks e headsets.
A empresa KYE Systems Corp têm sua matriz localizada em Taiwan, com filiais nas Américas, Alemanha, Reino Unido, e Hong Kong.
Durante as últimas dois décadas, a Genius se transformou de um fabricante de periféricos para PC à uma marca líder mundial em produtos de electrônica de consumo. Em 2006, venderam ao redor do mundo mais de 35 milhões de produtos Genius. Graças a sua tecnología inovadora e avançada, assim como seu desenho simples e ambiental, os produtos Genius tem recebido prestigiosos prêmios de desenho que inclui o Red Dot Design Award e o iF Design Award, ambos da Alemanha, Innovations Design and Engineering Awards do show International CES nos Estados Unidos, o prêmio de desenho G-Mark Good Design do Japão, e o prêmio National Gold Award of Excellence Award em Taiwan.
Foi o primeiro fabricante a produzir mouses com tecnología scroll wheel, ou botão de rolagem, em 1996.